# Моховая (приток Пуры)
Моховая (также Янтодода) — река в Таймырском Долгано-Ненецком районе Красноярского края России, левый приток Пуры. Длина реки — 197 км, площадь водосборного бассейна — 2970 км².
Река берёт начало в Чёрных сопках на Северо-Сибирской низменности в юго-западной части Таймырского полуострова на высоте более 56 м над уровнем моря. В верховьях течёт преимущественно на север, умеренно меандрируя. Оставив урочище Моховая Лайда по левому берегу, поворачивает на восток и далее на северо-восток. В бассейне ландшафт представляет собой арктическую тундру, большое число некрупных озёр. Берега часто обрывистые или песчаные, реже — заболоченные. Впадает в Пуру слева в 166 км от ее устья, выше впадения Быстрой, на высоте 6 м над уровнем моря. В нижнем течении ширина русла достигает 161 м при глубине 1,6 м. Замерзает с октября по июнь.

## Основные притоки
Указаны поименованные притоки длиной 30 км и более.
| Название      | Расстояние от устья | Длина | Положение |
| ------------- | ------------------- | ----- | --------- |
| Утка-Речка    | 5                   | 68    | левый     |
| Хальмеръяха   | 13                  | 44    | правый    |
| Япторма       | 27                  | 51    | правый    |
| Юръяха        | 56                  | 58    | левый     |
| Синюяха       | 58                  | 86    | правый    |
| Хабэй         | 74                  | 89    | правый    |
| Малая Моховая | 109                 | 35    | левый     |

## Данные водного реестра
По данным государственного водного реестра России и геоинформационной системы водохозяйственного районирования территории РФ, подготовленной Федеральным агентством водных ресурсов:
- Бассейновый округ — Енисейский
- Речной бассейн — Пясина
- Речной подбассейн — нет
- Водохозяйственный участок — Пясина и другие реки бассейна Карского моря от восточной границы бассейна Енисейского залива до западной границы бассейна реки Каменная
- Код объекта в государственном водном реестре — 17020000112116100132148[4].